# Торт Лінцер
Торт Лінцер, Лінцький пиріг (нім. Linzer Torte) — традиційна австрійська випічка у формі пісочного тіста, вкритого фруктовим джемом (варенням) та нарізаними горіхами з решіткою з тіста зверху. Названий на честь міста Лінц, Австрія.
Лінцький торт — це дуже розсипчасте тісто з борошна, несолоного вершкового масла, яєчних жовтків, лимонної цедри, кориці та лимонного соку, та мелених горіхів, як правило, фундука, але використовуються навіть волоські або мигдалеві горіхи, покрите консервами з червоних порічок, малини або абрикос. На відміну від більшості тортів, він зазвичай одношаровий, як пиріг або тарт. Він покритий решіткою з тонких смужок тіста, розміщених поверх фруктових консервів. Тісто змащують злегка збитими білками, запікають і прикрашають горіхами.
Лінцький торт — це святкове частування в австрійських, чеських, швейцарських, німецьких і тірольських традиціях, яке часто їдять на Різдво. Деякі північноамериканські пекарні пропонують Linzer torte у вигляді невеликих пирогів або печива.

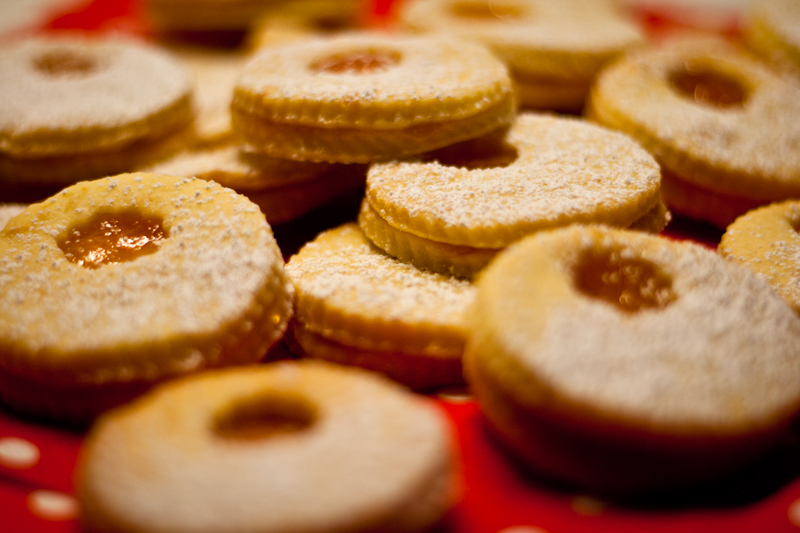
Печиво Лінцер

Печиво Лінцер (нім. Linzer Augen, «Очі Лінцера») або Лінцер тарти — це версія сендвіч печива, покритого шаром тіста з характерним вирізом у формі кола, що відкриває фруктові консерви, і посипана кондитерським цукром.

## Історія
Кажуть, що Linzer torte — найстаріший торт, який коли-небудь був названий на честь місця. Довгий час рецепт 1696 року у Віденській міській і земельній бібліотеці був найстарішим із відомих. Однак у 2005 році Вальтрауд Файснер, директорка бібліотеки Верхньоавстрійського земельного музею та авторка книги Wie mann die Linzer Dortten macht («Як приготувати лінценський торт»), знайшла ще давніший рецепт Веронезе з 1653 року в Кодексі 35/31 в архіві Адмонтського абатства.
Винахід Linzer torte пов'язаний з численними легендами, стверджуючи, що це був або віденський кондитер, на ім'я Лінцер (за словами Альфреда Полгара), або франконський кухар-кондитер Йоганн Конрад Фогель (1796—1883), який розпочав масове виробництво торта в Лінці близько 1823 року. 
Австрійський мігрант Франц Хельцльгубер стверджував, що представив торт Linzer torte в Мілвокі в 1850-х роках.